# Погодная аномалия середины 2006 — начала 2007 года
 Июль 2006, конец осени — начало зимы 2006—2007, а также весна 2007 года на территории Европы и всей России были ознаменованы погодными аномалиями различного характера. В отличие от общественного мнения, метеорологи не склонны связывать их с глобальным потеплением, называя различные частные причины.

## Июль 2006

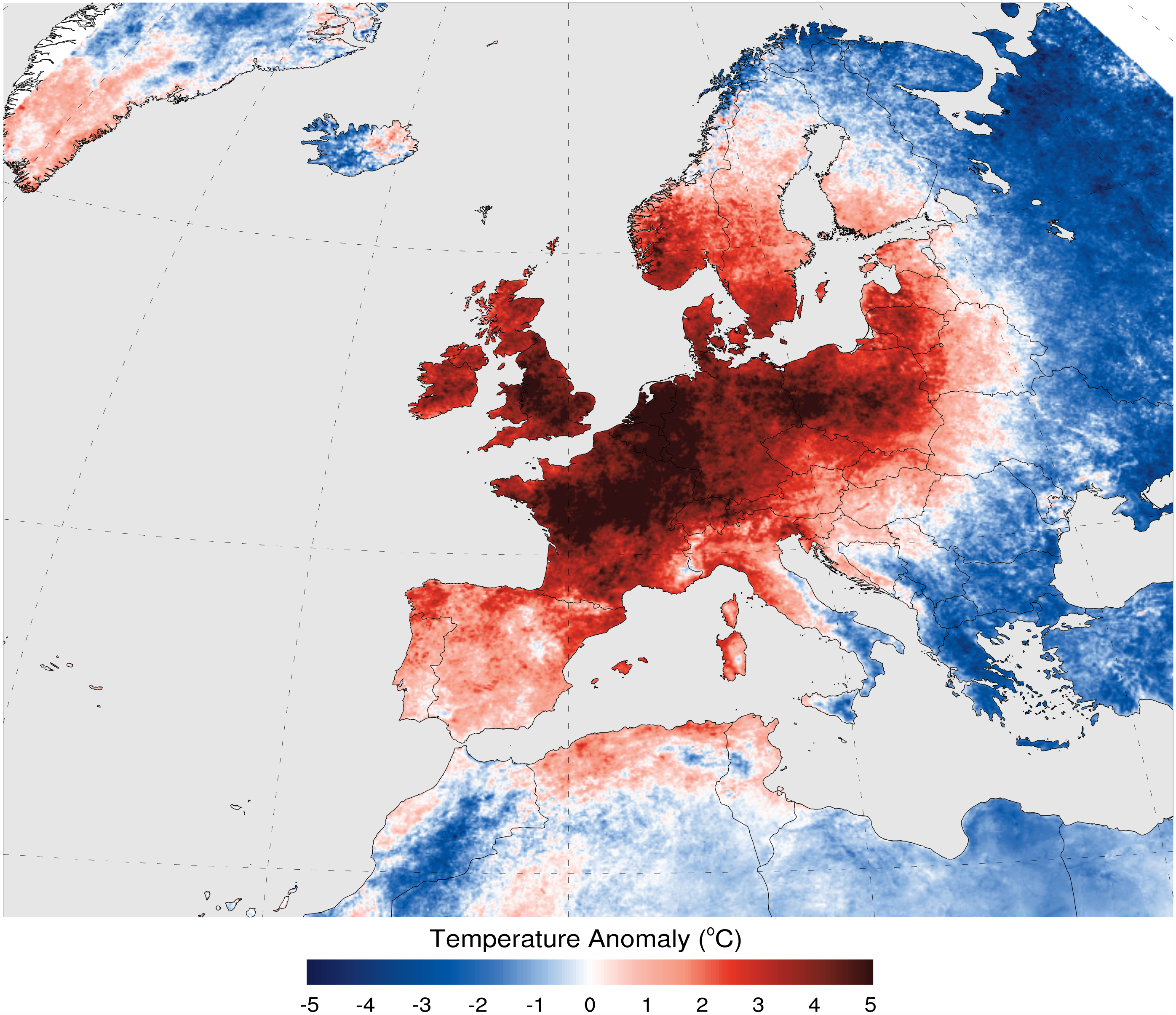
Аномалия температуры поверхности земли в июле 2006 г. по сравнению с 2000–2012 гг. Получена на основе данных Modis Terra.

В июле 2006 года были побиты рекорды максимальной температуры во многих городах западной части России — в Санкт-Петербурге был установлен новый максимум месяца, равный +34,3 °C, в Пскове +35,0 °C. В Калининграде июль 2006 стал самым тёплым за всю историю наблюдений (+21,2 °C). При этом в центральной России особой жары не наблюдалось — в Москве средняя температура июля 2006 оказалась немного ниже нормы, несмотря на жару в 10-х числах месяца, а 30 июля был даже повторён рекорд минимальной температуры 1979 года (+7,6 °C). В восточной части ЦФО и ПФО июль оказался значительно холоднее нормы.

## Ноябрь 2006
В конце октября по Европе прошёл атлантический циклон «Бритта», вызвавший ураганный ветер с порывами до 43 м/с. За ней устремились массы арктического воздуха, вызвавшие обильные снегопады (до 40 см в Швеции и Норвегии). В первых числах ноября «Бритта» добралась до Калининграда и Санкт-Петербурга, сформировав здесь тёплую дождливую погоду. В Калининграде в первую декаду ноября выпало 120 мм осадков (4 декадных нормы).
В Москве и Подмосковье в начале ноября также выпал снег и снизилась температура воздуха, однако в дальнейшем в ноябре установилась достаточно тёплая для этого месяца погода (до +7 градусов).
Одновременно с «Бриттой» в Сибири сформировался свой циклон. Большие контрасты температур в зоне циклона привели к большому ассортименту меняющихся погодных явлений: от ливней до метелей.
Однако уже в начале ноября в Западную Сибирь хлынули потоки тёплого среднеазиатского воздуха. В Кемеровской и Томской областях температура держалась на 7—10 градусов выше нормы, чего не было уже 70 лет. В Томске, где снег выпадает в первую неделю ноября, первый слабый снежный покров установился лишь 20 ноября, в то время как температура неожиданно опустилась ниже климатической нормы на 2,5 градуса. Такого в городе не было с 1874 года. Всё это привело к нарушению функционирования ледовых переправ и угрозе гибели озимых культур и садов.
В начале месяца на Приморье и Камчатку обрушились ураганы, ветер достигал 45 м/с, как и в Калининграде выпало несколько месячных норм осадков (в Охотске 5,2, из них полторы в один день 10 ноября). Сильные ветры принесли тёплые массы воздуха и в Восточную Сибирь: на полюсе холода в Оймяконе температура превысила норму на 18 градусов, выпало 15 мм осадков, на Колыме установлен температурный рекорд (+6 °C): выше предыдущего сразу на 4 градуса.
Во второй половине ноября на Камчатке установились сильные морозы (до −33 градусов на Начикинском перевале и −20 в районе Усть-Камчатска) при полном отсутствии снега, чего не было с 1914 года.
В середине месяца по Европе прошёл второй атлантический циклон. Потоки тёплого воздуха на восток не иссякали до начала декабря, из-за чего на Европейской территории России установилась аномально тёплая погода. На деревьях начали набухать почки, положительные температурные аномалии достигли 12 градусов.

## Декабрь 2006

### Европа
Во многих странах Европы зафиксированы самые высокие температуры декабря за всё время наблюдений: в Великобритании — с 1659 года, в Нидерландах — с 1706 года, в Дании — с 1768 года. В Великобритании весь 2006 оказался самым тёплым, побив рекорд 1990-го, британские метеорологи прогнозируют, что в 2007 рекорд поставит и глобальная температура, что связывается ими с активностью Эль-Ниньо.

### Европейская часть России
15 декабря в Москве был побит температурный рекорд 1972 года (+4,4 градуса), что стало уже пятым подобным рекордом в этом месяце, тогда же установлен абсолютный рекорд месяца и сезона (+9,2 °C) и в столице разразилась гроза. Вторая гроза была зафиксирована 28 декабря. За месяц выпало лишь 54 % осадков от нормы, весь декабрь (кроме одного дня 21 декабря) среднесуточная температура держалась выше нормы. Метеорологи заявляют о том, что история не знает аналогов декабрю 2006.
На экстренном совещании в мэрии Калининграда 3 декабря из-за обильного выпадения мокрого снега (23 см за сутки) был введён режим чрезвычайной ситуации. По утверждению синоптиков последний раз такой снегопад в городе был лишь 70 лет назад.
Причиной данных аномалий стала повышенная активность атлантических циклонов. Впоследствии они оттеснили морозный азиатский антициклон на юго-восток континента где он, став холодным зимним муссоном с материка отодвинул тропический фронтальный раздел к экватору, что привело к декабрьским наводнениям в Малайзии и Индонезии.

### Западная Сибирь
В середине декабря начался ледоход на 250 км течения Енисея и на реке Томь. В то же время в Томской области наконец начались снегопады, однако, настолько сильные, что 13 декабря губернатор Виктор Кресс был вынужден ввести режим чрезвычайной ситуации.
В Алтайском крае зимние холода пришли ещё позже. Так до 12 декабря в верховьях Оби, на Бие и Катуни не наблюдалось ледовых явлений. В районе Бийска и Барнаула продолжалась добыча песка из речного русла и перевозка его баржами. На сельских дорогах сохранялся период распутицы. Лишь 13 декабря начала подмерзать почва и на реках появилась первая шуга. Окончательный ледостав произошёл лишь к новогодним праздникам.

### Восточная Сибирь
Несмотря на тепло ноября, в декабре в Якутии начались морозы. 29 декабря в Оймяконе похолодало до −58, что стало рекордом отрицательных температур всей планеты в этом сезоне.

## Январь 2007
В самом конце 2006 года в Европейскую часть России устремился арктический воздух, похолодало и выпал снег. Однако уже 31 декабря серия быстрых циклонов с Атлантики вернула туда тёплую погоду. 2 января 2007 были установлены новые температурные рекорды: в Москве +3,6 вместо +2,7 (1959), в Санкт-Петербурге +4,1 вместо +3,7 (1923). Прошли дожди. В первые дни января 2007 года в Москве снежный покров отсутствовал — такого не случалось за всю историю метеонаблюдений в столице.
Первые 20 дней января в Москве характеризовались средней температурой в +1,5 градуса, отклонение от климатической нормы составило +11 градусов, что оказалось даже больше чем в декабре (+9 °C). Западный воздушный поток поддерживал аномально тёплую погоду не только на европейской территории России, но и в Сибири, и даже на Дальнем Востоке, где положительные отклонения от нормы достигали тех же значений.
Ураган «Кирилл» прошедший 17—18 января по западной Европе, достиг 19 января Европейской территории России уже сильно ослабленным. Тем не менее, именно он, наконец, вызвал установление снежного покрова: 20 января прошли обильные снегопады. Однако за «Кириллом» с запада на Европейскую часть России пришёл циклон «Ланселот», 21 января вновь вызвавший оттепель. Однако, он оказался последним в череде атлантических циклонов: над Северной Атлантикой сформировался антициклон, заблокировавший западно-восточный перенос воздушных масс и увеличивший меридиональную составляющую в циркуляционных процессах атмосферы. Арктический воздух двинулся на юг, наконец принеся с собой «зимние» температуры. В республике Коми и Мурманске 22 января похолодало до −30…−31, в Ленинградской области до −6…−15, в Московской до −3…−9.

## Март 2007
Несмотря на зимнюю погоду в феврале (в третьей декаде в Москве даже были 25-градусные морозы), весна пришла строго по календарю, и март 2007 года в Центре и Юге Европейской России также выдался аномально тёплым.
- В Москве месяц оказался теплее обычного на 6,6 градуса, в течение 11 дней максимальная температура превышала +10 °C и 4 дня +15 °C. Установлено 9 новых температурных рекордов, в том числе и новый абсолютный максимум месяца (+17,5 °C) 30 марта[30]. Снежный покров сошел полностью уже к середине месяца.

- В Нижнем Новгороде в этот же день было +17,3 °C[31]

- В Туле 29 марта воздух прогрелся до +19 °C[32]
- Также аномально тёплая погода наблюдалась и на севере ЕТР. В Мурманске с 23 по 29 марта зафиксирована серия температурных рекордов, а сам март месяц вышел рекордно тёплым за весь период наблюдений, средняя температура составила −0,6 °C при норме −5,5 °C

Рекордно тепло было и в других городах Центрального федерального округа России

## Май 2007
С 27 по 31 мая показания термометров в Москве превышали 30-градусную отметку (средняя суточная температура в эти дни превышала +26 °C, что выше нормы на 10-12 градусов). В центральных районах города температура достигала +35 °C.
- 28 мая температура на метеостанции ВДНХ в Москве поднялась до +33,2 °C, что стало новым абсолютным максимумом мая за всю историю метеонаблюдений в городе.

Аналогичная ситуация сложилась в тот период на всей центральной и южной части Восточно-Европейской равнины (Украина, Центральная Россия, Поволжье, Юг России, Беларусь, Молдавия, — здесь также повсеместно были перекрыты абсолютные максимумы температуры).
Побиты следующие рекорды: в Киеве 27 мая +33.6°C, в Херсоне 25 мая +37.7°C (самый максимальный показатель на территории Восточно-Европейской равнины в эти дни), в Харькове +34.5°C, в Волгограде 29 мая +37.7°C (самый высокий температурный рекорд мая на территории России за всю историю метеонаблюдений), в Пскове 28 мая
+32.0°C, в Ростове-на-Дону 25 мая +35.6°C. 
В Западной Сибири май охарактеризовался резко контрастной погодой. В период с 24 апреля по 6 мая регион находился в зоне восточной периферии мощного циклона с центром над севером Урала. Такой процесс вызвал мощный перенос горячего и сухого воздуха из Средней Азии, сопровождавшийся суховеями. В результате в земледельческих районах Алтайского края, Новосибирской и Омской областей начались сильная почвенная засуха и пыльные бури, затруднявшие весенние полевые работы и вызвавшие всплеск лесных и степных пожаров. 8 мая, при смещении циклона на восток, в регион начал поступать влажный воздух с северо-востока. При прохождении холодного фронта в ночь с 8 на 9 мая отмечался очень сильный ветер, вызывавший многочисленные падения деревьев, повреждения крыш и энергоаварии. Во второй половине ночи с 8 на 9 мая начался сильный дождь, охвативший практически весь юг Западной Сибири и местами переходивший в снег. В ряде городов из-за неблагоприятных погодных факторов были отменены или сокращены торжественные мероприятия в честь Дня Победы. Во второй декаде мая регион находился под влиянием чередующихся холодных и влажных атмосферных масс, что вызывало заморозки и сильные дожди. Лишь в третьей декаде мая погода на юге Западной Сибири нормализовалась

## Август 2007
Положительная аномалия в Москве составила +30,8 °C, на протяжении 10 дней максимальная температура поднималась выше +30 °C (максимально +33,2 °C 21 августа). Сильная жара была и на юге России: в Астрахани был установлен абсолютный рекорд месяца +40,8 °C

## Среднегодовая температура 2007 года
В итоге 2007 год повторил значение самой высокой (на тот момент) среднегодовой температуры в Москве, установленной в 1989 году — +7,1 °C.